# М'який хічурі
М'який хічурі, також відомий як Нором Кісурі, — це один із видів рисової страви, яка за консистенцією схожа на кашу, популярну страву в регіоні Сілет у Бангладеш. Це традиційна їжа в кухні Сілету, що подається на більшість обідніх столів під час священного місяця Рамадан. Будучи основною їжею для іфтару, м'який хічурі вдома та ахні для обслуговування гостей є традицією Сілету. Ароматний рис, змішаний із різноманітними спеціями, зокрема топленим маслом, калозірою та пажитником, для приготування страви. Існує два типи м'якого хічурі; білий м'який хічурі (джау/зау) і жовтий м'який хічурі (кісурі).

## Інгредієнти
Рис, дал, цибуля, імбир, трохи олії або вершкового масла, пажитник і сіль.